# St Mary’s University, Twickenham
Die St Mary’s University, Twickenham, kurz St Mary’s University oder St. Mary’s, ist eine Katholische Universität mit Sitz in Strawberry Hill, Twickenham, einem südwestlich gelegenen Stadtteil Londons.

## Überblick
Die Hochschule wurde 1850 als St Mary’s College durch die Initiative von Nicholas Kardinal Wiseman als Ausbildungsstätte für das Lehramt gegründet. 1925 wurde der Strawberry Hill Campus eröffnet. Ab 1966 wurden auch Frauen zugelassen. 2007 erhielt St Mary’s den Status eines university college als St Mary’s University College; am 23. Januar 2014 erfolgte die Ernennung zu einer Universität.
Kanzler (chancellor) der Universität ist Vincent Kardinal Nichols, Erzbischof von Westminster. Bischof Richard Moth ist Vorsitzender des Verwaltungsrates.

## Fakultäten
Die Universität ist mit Stand 2021 in fünf Abteilungen gegliedert:
- Wirtschaft, Recht und Gesellschaft (Business, Law and Society), wozu Management-, Rechts- und Politikstudiengänge gehören
- Bildung (Education), mit Lehramtsstudium
- Mater Ecclesiae College, Theologie
- Sport, Gesundheit und Leistungswissenschaft (Sport, Allied Health and Performance Science), einschließlich Psychologie und Sportwissenschaft
- Theologie und Freie Künste (Theology and Liberal Arts), Theologie, Religion, Ethik

## Zahlen zu den Studierenden
Im Studienjahr 2022/2023 nannten sich von den 6.555 Studenten der St Mary's University 3.350 weiblich (51,1 %) und 3.195 männlich (48,7 %). 2019/2020 waren es 5.520 Studenten, davon waren 2.905 weiblich (52,6 %) und 2.610 männlich (47,3 %). 4.520 Studierende kamen aus England, 15 aus Schottland, 70 aus Wales, 80 aus Nordirland, 280 aus der EU und 535 aus dem Nicht-EU-Ausland. 3.670 der Studierenden (66,5 %) strebten 2019/2020 ihren ersten Studienabschluss an, sie waren also undergraduates. 1.855 arbeiteten auf einen weiteren Abschluss hin, sie waren postgraduates. Davon arbeiteten 125 in der Forschung.
2014/2015 waren es 5.335 Studierende gewesen, 2018 4.811.